# میکل اویارزابال
میکل اویارزابال (اسپانیایی: Mikel Oyarzabal‎؛ زادهٔ ۲۱ آوریل ۱۹۹۷) بازیکن فوتبال اهل اسپانیا است که در پست وینگر برای رئال سوسیداد در لا لیگا و همچنین در تیم ملی فوتبال اسپانیا بازی می‌کند.

## آمار ملی

### بازی‌های ملی
تا تاریخ ۱۶ نوامبر ۲۰۲۳
| اسپانیا | اسپانیا | اسپانیا | اسپانیا |
| سال     | بازی    | گل      | پاس گل  |
| ------- | ------- | ------- | ------- |
| ۲۰۱۶    | ۱       | ۰       | ۰       |
| ۲۰۱۹    | ۶       | ۲       | ۱       |
| ۲۰۲۰    | ۴       | ۲       | ۰       |
| ۲۰۲۱    | ۱۰      | ۲       | ۲       |
| ۲۰۲۳    | ۵       | ۱       | ۱       |
| مجموع   | ۲۶      | ۷       | ۴       |

### گل‌های ملی
| شماره | تاریخ          | میزبان  | بازی ملی | حریف   | نتیجه | رقابت                         |
| ----- | -------------- | ------- | -------- | ------ | ----- | ----------------------------- |
| ۱     | ۱۰ ژوئن ۲۰۱۹   | مادرید  | ۲        | سوئد   | ۳–۰   | مقدماتی جام ملت‌های اروپا ۲۰۲۰ |
| ۲     | ۱۸ نوامبر ۲۰۱۹ | مادرید  | ۷        | رومانی | ۵–۰   | مقدماتی جام ملت‌های اروپا ۲۰۲۰ |
| ۳     | ۱۰ اکتبر ۲۰۲۰  | مادرید  | ۸        | سوئیس  | ۱–۰   | لیگ ملت‌های اروپا ۲۱–۲۰۲۰      |
| ۴     | ۱۷ نوامبر ۲۰۲۰ | سویل    | ۱۱       | آلمان  | ۶–۰   | لیگ ملت‌های اروپا ۲۱–۲۰۲۰      |
| ۵     | ۲۸ ژوئن ۲۰۲۱   | کپنهاگ  | ۱۷       | کرواسی | ۵–۳   | جام ملت‌های اروپا ۲۰۲۰         |
| ۶     | ۱۰ اکتبر ۲۰۲۱  | میلان   | ۲۱       | فرانسه | ۱–۲   | فینال لیگ ملت‌های اروپا ۲۰۲۱   |
| ۷     | ۱۶ نوامبر ۲۰۲۳ | لیماسول | ۲۶       | قبرس   | ۳–۱   | مقدماتی جام ملت‌های اروپا ۲۰۲۴ |

## افتخارات
رئال سوسیداد
- کوپا دل ری(۱): ۲۰۲۰-۲۰۱۹